# 부산항부두관리공사
부산항부두관리공사(釜山港埠頭管理公社, Busan Port Pier Management Corporation ; BPMC)는 부산항 공용부두의 화물관리 및 항만시설 관리를 전담하기 위하여 설립된 공공기관으로 부산항만공사의 자회사였다. 이명박 정부의 공기업 선진화 계획에 따라 2009년 주식회사로 전환되면서 폐지되었다. 부산광역시 영도구 동삼동 1125 국제크루즈터미널 2층에 있었다.

## 설립 근거
- 항만법[7]

## 연혁
- 1969년 5월      부산항부두관리협회 창설
- 1992년           항만관리법인 지정
- 2002년 2월      부산항부두관리공사로 명칭 변경
- 2008년 1월      항만경비보안업무 부산항보안공사로 이관
- 2009년 6월 30일 부산항부두관리공사 폐지
- 2009년 7월 1일 부산항부두관리주식회사 발족
- 2013년 12월 23일 사단법인 부산항시설관리센터 설립 허가
- 2013년 12월 30일 항만관리법인 지정
- 2014년 1월 1일 사단법인 부산항시설관리센터 출범

## 같이 보기
- 인천항부두관리공사
- 한국항만협회
- 한국항만물류협회
- 한국항만기술단
- 한국항만연수원